# Omphalotropis submaritima
Omphalotropis submaritima é uma espécie de gastrópode  da família Assimineidae.
É endémica de Guam.